# Хоенкамер
Хоенкамер (њем. Hohenkammer) општина је у њемачкој савезној држави Баварска. Једно је од 24 општинска средишта округа Фрајзинг. Према процјени из 2010. у општини је живјело 2.288 становника. Посједује регионалну шифру (AGS) 9178133.

## Географски и демографски подаци
Хоенкамер се налази у савезној држави Баварска у округу Фрајзинг. Општина се налази на надморској висини од 471 метра. Површина општине износи 25,7 km². У самом мјесту је, према процјени из 2010. године, живјело 2.288 становника. Просјечна густина становништва износи 89 становника/km².